# Manakana (Tsaratanana)
Pour les articles homonymes, voir Manakana.
Manakana est une commune rurale malgache située dans la partie sud-est de la région de Betsiboka.

## Démographie
Manakana est cosmopolite, nombreux sont les différentes ethnies qui ont décidé d'y vivre.

## Économie
La commune est connu pour sa pierre précieuse comme le béryl, l’aigue-marine.Les habitants de la commune culture du riz et des oignions, Manakana est connu comme étant la première cultivateur de grain d’oignon. les habitants les exportent vers les hautes terre centrales